# Осемнадесети пехотен етърски полк
Осемнадесети пехотен етърски полк е български полк.

## Формиране
Осемнадесети пехотен етърски полк е формиран във Велико Търново под името Осемнадесети пеши етърски полк на 1 април 1889 година с указ №11 от 19 януари 1889. В състава му влизат от 2-ра и 3-та дружини на 6-и пехотен търновски полк. Помещавал се е в сградите на „Старо военно училище“ в центъра на града. 

## Балкански войни (1912 – 1913)
През Балканската война влиза в битки при Бунар Хисар, Тузакли, Соуджак дере, Карагач дере, Дуванда, Софас и Тарфа.
По време на Междусъюзническата война (1913) полкът води битки при Дъсчен кладенец, в Милевската планина, на върховете Тумба, Църни връх и Чука. Отделно от това при Царица, Плочо, Бубреджик, Кървав камък, Цветков и Панчин гроб и други.

## Първа световна война (1915 – 1918)
През 1915 година България влиза във войната и полка влиза в състава на 2-ра бригада от 5-а пехотна дунавска дивизия.
При намесата на България във войната полкът разполага със следния числен състав, добитък, обоз и въоръжение:
| Числен състав                                                                   | Добитък               | Обоз                                           | Въоръжение                           |
| ------------------------------------------------------------------------------- | --------------------- | ---------------------------------------------- | ------------------------------------ |
| Дружини: 4 Картечни роти: 1 Офицери: 65 Чиновници: 5 Подофицери и войници: 5298 | Коне: 610 Волове: 138 | Обикновени коли: 159 Товарни: 255 Специални: 4 | Пушки и карабини: 4474 Картечници: 4 |

През 1915 година полкът се сражава между селата Думоровци, Ново село, Рогочица, Дреновец, Раяновци, Божевци, Ново бърдо, Бостан. На следващата година Осемнадесети пехотен етърски полк води битка при кота 321, южно от село Горничет, а от 1917 година се сражава с френски войски. През последната година на войната води ариергардни боеве в района на Демир Капия, Оризари и Дренов чифлик. През войната изпраща кадри за 5-и етапен, 5-и опълченски и 50-и пехотен полк. На 2 април 1917 от части на полка се формира 83-ти пехотен полк.

## Между двете световни войни
На 1 декември 1920 година в изпълнение на клаузите на Ньойския мирен договор полкът е реорганизиран в 18-а пехотна етърска дружина от състава на Пети пехотен дунавски полк. През 1928 година полкът е отново формиран от частите на 18-а пехотна етърска дружина и 18-а жандармерийска дружина, но до 1938 година носи явното название дружина. 

## Втора световна война (1941 – 1945)
През Втора световна война (1941 – 1945) полкът е на Прикриващия фронт (1941, 1944 – 1944). Заедно с 5-а ловна и 5-а жандармерийска дружина участва в борбата против партизаните. Включен е въстава на 3-та пехотна балканска дивизия. Взема участие във втората фаза на заключителния етап на войната в състава на 5-а пехотна дунавска дивизия. Към полка се числят Търновската и Габровската гвардейска дружина. Сражава при Буковик, Калиманското плато, Кочани и хребета Карагутица.
По времето когато полкът е на фронта или на Прикриващия фронт в мирновременния му гарнизон се формира 18-а допълваща дружина.
С указ № 6 от 5 март 1946 г. издаден на базата на доклад на Министъра на войната № 32 от 18 февруари 1946 г. е одобрена промяната на наименованието на полка от 18-и пехотен етърски на Н.В.Цар Фердинанд I полк на 18-и пехотен етърски полк.

## Наименования
През годините полкът носи различни имена според претърпените реорганизации:
- Осемнадесети пеши етърски полк (1 април 1889 – 1 януари 1892)
- Осемнадесети пехотен етърски полк (1 януари 1892 – 22 септември 1908)
- Осемнадесети пехотен етърски на Н.В.Цар Фердинанд I полк (22 септември 1908 – 1 декември 1920)
- Осемнадесета пехотна етърска дружина (1 декември 1920 – февруари 1928)
- Осемнадесети пехотен етърски полк (февруари 1928 – 19 ноември 1932)
- Осемнадесети пехотен етърски на Н.В.Цар Фердинанд I полк (19 ноември 1932 – 5 март 1946)
- Осемнадесети пехотен етърски полк (от 5 март 1946 г.)

## Командири
Званията са към датата на заемане на длъжността.
| №   | звание       | име                | дати                                      |
| --- | ------------ | ------------------ | ----------------------------------------- |
| 1.  | Майор        | Димитър Недялкович | 19 януари 1889 – 15 май 1889 (временен)   |
| 2.  | Майор        | Васил Черепов      | 15 май 1889 – 6 март 1890                 |
| 3.  | Майор        | Георги Абаджиев    | 6 март 1890 – 15 ноември 1894             |
| 4.  | Подполковник | Стоян Георгиев     | 15 ноември 1894 – 5 март 1898             |
| 5.  | Подполковник | Ганю Атанасов      | 5 март 1898 – 13 март 1900                |
| 6.  | Подполковник | Михаил Петров      | 12 март 1900 – 25 януари 1903             |
| 7.  | Подполковник | Ваклин Церковски   | 25 януари 1903 – 21 май 1905              |
| 8.  | Полковник    | Никола Иванов      | 8 юни 1905 – 19 септември 1912            |
| 9.  | Подполковник | Константин Антонов | 9 септември 1912 – 10 октомври 1912       |
| 10. | Подполковник | Иван Бончев        | 24 октомври 1912 – 5 октомври 1913        |
| 11. | Полковник    | Стефан Панайотов   | 10 октомври 1913 – 1 септември 1915       |
| 12. | Подполковник | Стефан Вълчев      | 1 септември 1915 – 24 ноември 1915        |
| 13. | Подполковник | Иван Петров        | 25 ноември 1915 – 18 март 1916            |
| 14. | Подполковник | Георги Долапчиев   | 19 март 1916 – 7 юни 1917                 |
| 15. | Подполковник | Иван Ковачев       | 18 юни 1917 – 17 юли 1919                 |
| 16. | Подполковник | Георги Илчев       | до 6 декември 1919 (временен)             |
| 17. | Полковник    | Петър Цанев        | 6 декември 1919 – 17 декември 1920        |
| 18. | Полковник    | Георги Илчев       | 17 декември 1920 – 12 август 1922         |
| 19. | Подполковник | Тодор Ненов        | 16 ноември 1922 – 8 март 1923             |
| 20. | Подполковник | Цоко Коев          | 18 май 1923 – 20 август 1923              |
| 21. | Подполковник | Никола Недев       | 25 август 1923 – 13 септември 1924        |
| 22. | Подполковник | Рашко Атанасов     | 13 септември 1924 – 15 октомври 1927      |
| 23. | Подполковник | Борис Бръняков     | 17 октомври 1927 – 1 юни 1928             |
| 24. | Подполковник | Димитър Настев     | 1 юни 1928 – 1 август 1931                |
| 25. | Подполковник | Боби Пашев         | 1 август 1931 – 26 август 1931 (временен) |
| 26. | Полковник    | Георги Стоилков    | 26 август 1931 – 27 май 1932              |
| 27. | Полковник    | Тодор Радев        | 13 юни 1932 – 26 май 1934                 |
| 28. | Подполковник | Сава Векилов       | 13 юни 1934 – 1 май 1935                  |
| 29. | Подполковник | Лука Бозов         | 1 май 1935 – 5 декември 1935              |
| 30. | Полковник    | Сава Бакърджиев    | 5 декември 1935 – 21 септември 1939       |
| 31. | Полковник    | Димитър Янчев      | 21 септември 1939 – 26 октомври 1940      |
| 32. | Подполковник | Богдан Велизаров   | 26 октомври 1940 – 9 септември 1944       |
| 33. | Подполковник | Тихомир Мустаков   | 10 септември 1944 – 3 ноември 1944        |
| 34. | Подполковник | Христо Христов     | от 3 ноември 1944                         |
|     | Подполковник | Борис Кокалов      | от 1945                                   |
|     | Полковник    | Иван Врачев        | 21 октомври 1948 – декември 1948          |